# Équation de Scorer

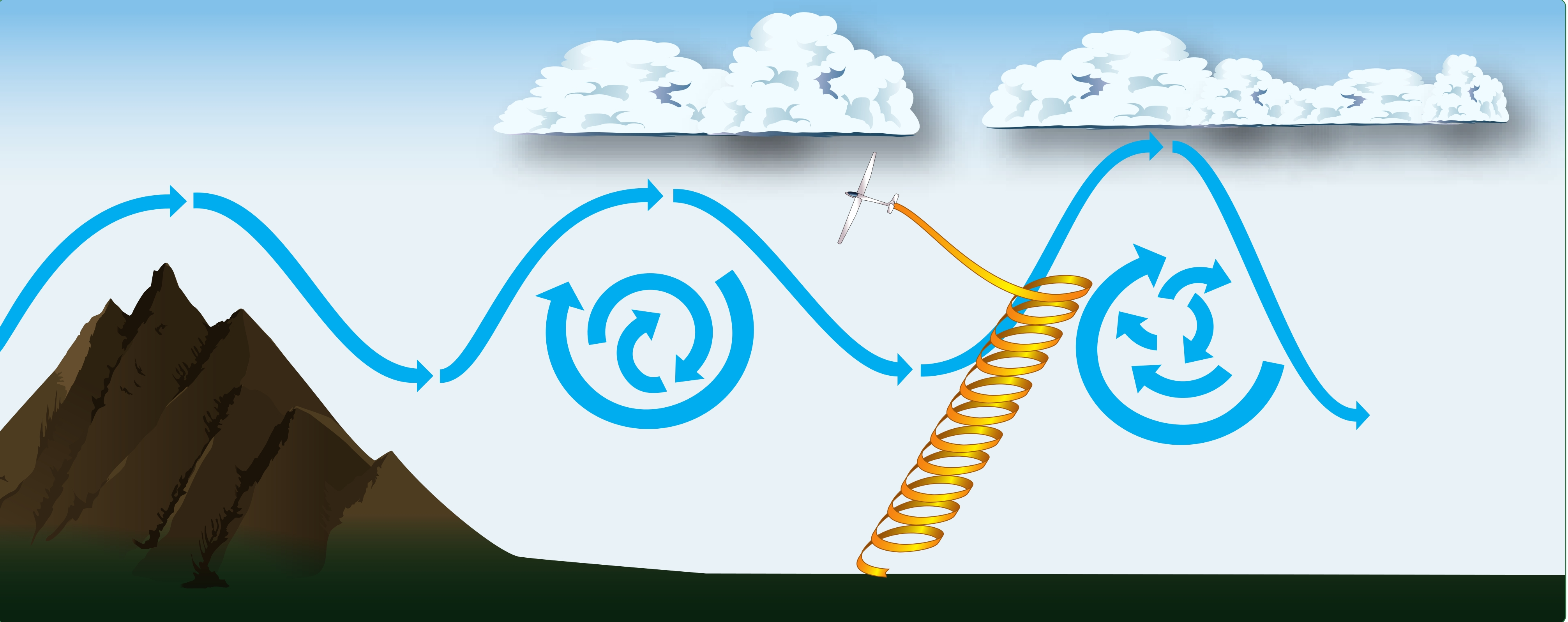
Onde orographique et rotors en aval d'une montagne.

L’équation de Scorer est une relation mathématique développée par le météorologue britannique Richard Scorer pour décrire le comportement des ondes orographiques en aval d'un relief montagneux selon la stabilité de l'air et la force des vents. Cette équation, dérivée de la théorie des ondes de gravité atmosphérique, est très utile en météorologie des montagnes et en aviation pour calculer la magnitude de la turbulence et des rotors en aval de montagnes.

## Définition
Les ondes orographiques ont longtemps été incomprises de la part des pilotes d'avion à moteur. Comme l'air est extrêmement laminaire au-dessus des rotors, une légende voulait que les instruments de l'avion (altimètre et variomètre) étaient tombés en panne et donnaient des indications fausses. En fait, ces instruments fonctionnaient parfaitement et de nombreux pilotes se sont écrasés sur des montagnes. À la suite de ces accidents et des recherches effectuées par Richard Scorer,,
et Paul Queney, l'existence d'ondes puissantes en aval des montagnes a été découverte. 
Comme les chaînes de montagnes sont souvent rectilignes, il est possible de développer un modèle en 2 dimensions de ce phénomène. Ce modèle est fondé sur l'équation de Scorer, une équation aux dérivées partielles linéaire du second ordre (qui est une équation de Helmholtz), décrivant les ondes de gravité engendrées par un vent fort au-dessus de montagnes. Les dimensions sont notées  x et z. La vitesse horizontale du vent est notée u(x,z) et la vitesse verticale est notée w(x,z). 
La démonstration de l'équation de Scorer s'appuie sur les équations de Navier-Stokes et l'approximation de Boussinesq. On considère 3 types d'équations :
- La quantité de mouvement : {\displaystyle {d{\vec {u}} \over dt}=-{1 \over \rho }{\vec {\nabla }}p-g{\vec {k}}}
- L'énergie ;
- La conservation de la masse : {\displaystyle {\vec {\nabla }}(\rho {\vec {u}})=0}

En plus de l'équation des gaz parfaits :
{\displaystyle p=\rho (c_{p}-c_{v})T}
Où :
- {\displaystyle {\vec {u}}} est le vecteur vitesse du vent ;
- {\displaystyle \rho } est la masse volumique de l'air ;
- {\displaystyle p} est la pression atmosphérique ;
- {\displaystyle g} est l'accélération de la pesanteur ;
- {\displaystyle {\vec {k}}} est le vecteur normalisé pointé vers le haut.

{\displaystyle c_{p}} et {\displaystyle c_{v}} sont les chaleurs spécifiques de l'air à pression constante et à volume constant.
En combinant ces équations, il en résulte l'équation de Scorer de la relation du mouvement vertical des parcelles d'air dans l'onde produite en aval d'une montagne,, :
{\displaystyle \Delta w+\ell ^{2}w=0}
Avec le paramètre de Scorer {\displaystyle \ell ^{2}} défini comme suit :
{\displaystyle \ell (z)^{2}={N^{2} \over u_{0}^{2}}-{1 \over u_{0}}{d^{2}u_{0} \over dz^{2}}}
où 
- N est la fréquence de Brunt-Väisälä ;
- {\displaystyle u_{0}(z)} est la vitesse horizontale moyenne à l'altitude z.

## Démonstration de l'équation de Scorer
La démonstration de cette équation s'appuie sur la théorie des perturbations. Chaque quantité physique q est décomposée de la manière suivante :
{\displaystyle q=q_{0}+q'}
où q0 est la valeur moyenne de la quantité et q'  est une perturbation en supposant que :
{\displaystyle |q'|\ll |q_{0}|}
Lorsque l'on développe les équations de Navier-Stokes, on linéarise et l'on néglige les termes de second ordre de type {\displaystyle q_{1}'q_{2}'}. Cette démonstration est assez longue et peut être consultée dans la boîte déroulante ci-dessous.

## Solutions analytiques

### Cas d'un terrain sinusoïdal
En cas de terrain sinusoïdal de période L, la solution à l'équation de Scorer sera périodique. On définit {\displaystyle k=2\pi /L}. Soit {\displaystyle \ell } le paramètre de Scorer.
Dans le cas où {\displaystyle \ell <k}, la vitesse verticale peut être exprimée comme suit :
{\displaystyle w(x,z)=u_{0}h_{0}k\cos(kx)\mathrm {e} ^{-{\sqrt {k^{2}-\ell ^{2}}}z}}
Dans le cas où {\displaystyle \ell >k}, la vitesse verticale peut être exprimée comme suit :
{\displaystyle w(x,z)=u_{0}h_{0}k\cos \left[kx+{\sqrt {\ell ^{2}-k^{2}}}z\right]}

#### Conditions aux limites
En cas de terrain sinusoïdal de période L, la solution à l'équation de Scorer sera périodique. On définit {\displaystyle k=2\pi /L}.
Au niveau du sol, le vent est tangent à la pente.

#### Formulation de l'équation de Scorer
En cas de terrain sinusoïdal de période L, la solution à l'équation de Scorer sera périodique. On exprime la solution sous forme de série de Fourier qui se réduit à 1 terme.

#### Cas oùl< k
Dans la boîte déroulante, on démontre la formule ci-dessus.

### Montagne isolée

#### Formulation générale
On suppose que la montagne est représentée par une courbe sorcière d'Agnesi comme suit :
{\displaystyle h(x)=h_{m}a{a^{2} \over a^{2}+x^{2}}}
On rappelle que la transformée de Fourier (voir l'article théorème des résidus) s'exprime comme suit :
{\displaystyle {\hat {h}}(\xi )=h_{m}a\mathrm {e} ^{-a\xi }}
Dans la boîte déroulante, on exprime de manière générale le déplacement des lignes de courant {\displaystyle \eta (x,z)}.

#### Cas de la montagne aplatie (sorcière d'Agnesi)
Dans le cas d'une montagne aplatie où {\displaystyle a\ell \gg 1} le déplacement des lignes de courant s'expriment comme suit :
{\displaystyle \eta (x,z)=h_{m}a{a\cos(\ell z)-x\sin(\ell z) \over a^{2}+x^{2}}}
On constate clairement que la vitesse verticale a une périodicité verticale.

#### Cas de la montagne aplatie (courbe de Gauss)
On suppose que la montagne a une forme de courbe en cloche.
On suppose que :
{\displaystyle h(x)=h_{0}e^{-{x^{2} \over a^{2}}}}
Le déplacement des lignes de courant se simplifie comme suit :
{\displaystyle \eta (x,z)=\mathrm {e} ^{\mathrm {i} \ell z}h(x)}

#### Cas de la montagne étroite
Dans le cas d'une montagne étroite où {\displaystyle a\ell \ll 1}, le déplacement des lignes de courant s'expriment comme suit :
{\displaystyle \eta (x,z)={h_{m}a(a+z) \over x^{2}+(a+z)^{2}}}
On constate clairement qu'il n'y a pas d'ondes de ressaut et aussi que la déflexion de l'air n'a pas non plus de périodicité verticale..
Dans la boîte déroulante, on démontre la formule.

#### Cas général
Lorsque x est grand, le déplacement des lignes de courant peuvent s'exprimer comme suit (Formule 2.68 de Smith) :
{\displaystyle \eta (x,z)=-{\sqrt {\rho _{0} \over \rho (z)}}h_{0}a{\sqrt {2\pi }}{(\ell ^{2}-\xi _{c}^{2})^{3 \over 4} \over \ell {\sqrt {z}}}e^{-\xi _{c}a}\cos \left({\sqrt {\ell ^{2}-\xi _{c}^{2}}}z+\xi _{c}x-{\pi  \over 4}\right)}
avec {\displaystyle \xi _{c}=\ell \left/{\sqrt {\left({z \over x}\right)^{2}+1}}\right.}.
Dans la boîte déroulante, on démontre la formule.

### Vitesse du vent variable
Le modèle est basé sur le papier de Keller.
Il suppose que la vitesse du vent augmente linéairement avec l'altitude. Deux résultats sont présentés :
- Le cas hydrostatique où le nombre d'onde est suppsé être nul;
- Le cas non hydrostatique où le nombre d'onde est non nul.

On suppose que la vitesse du vent se met sous la forme :
{\displaystyle u(z)=u_{0}(1+\lambda z)}
L'obstacle est supposé être une sorcière d'Agnesi comme défini ci-dessus. On définit le nombre de Richardson comme suit :
{\displaystyle Ri={N \over u_{0}\lambda }}
Dans le cas hydrostatique, la vitesse verticale s'exprime comme suit :
{\displaystyle w(x,z)=h'(x)u_{0}{\sqrt {1+\lambda z}}\cos \left({\sqrt {Ri^{2}-{1 \over 4}}}\log(1+\lambda z)\right)+h_{0}au_{0}{\sqrt {1+\lambda z}}{x^{2}-a^{2} \over (a^{2}+x^{2})^{2}}\sin \left({\sqrt {Ri^{2}-{1 \over 4}}}\log(1+\lambda z)\right)}
Soit {\displaystyle K_{i\mu }} la fonction de Bessel modifiée d'ordre imaginaire. Dans le cas non hydrostatique, la vitesse verticale s'ecprime comme suit :
{\displaystyle w(x,z)=u_{0}h_{0}a{\sqrt {1+\lambda z}}\sum _{j=1}^{n}{\xi _{j} \over \lambda }{K_{i\mu }[\xi _{j}(1+\lambda z)/\lambda ] \over K_{i\mu }'(\xi _{j}/\lambda )}\cos(x\xi _{j})e^{-a\xi _{j}}}
où {\displaystyle \xi _{j}/\lambda } est un zéro de {\displaystyle K_{i\mu }()}.

#### Solution hydrostatique
On considère l'approximation hydrostatique où
{\displaystyle \beta =\xi =0}
On a alors :
{\displaystyle {\partial ^{2}{\hat {\psi }} \over \partial z^{2}}+{N^{2} \over u_{0}^{2}\zeta ^{2}}{\hat {\psi }}=0}

#### Solution non hydrostatique
L'équation à résoudre est la suivante:
{\displaystyle {\partial ^{2}{\hat {\psi }} \over \partial z^{2}}+\left({N^{2} \over u_{0}^{2}(1+\lambda z)^{2}}-{\beta ^{2} \over 4}-\xi ^{2}\right){\hat {\psi }}=0}
On introduit le terme β qui ne correspond pas à l'approximation de Boussines et est non hydrostatique pour pouvoir utiliser le théorème des résidus au sein des calculs.

### Comparaison des solutions analytiques avec les valeurs mesurées
Les modèles analytiques prédisent à peu près correctement la longueur d'onde des ondes orographiques. On notera que la longueur d'onde varie généralement entre 6 et 20 km et donc, il n'est guère surprenant que les modèles puissent reproduire d'une manière assez précise les données expérimentales. Cependant, ces modèles sous-estiment grossièrement l'amplitude de ces ondes (par un facteur 4).
Cette différence est expliquée par la non prise en compte des non linéarités dans le modèle analytique. En particulier les modèles linéaires ne peuvent pas reproduire l'existence d'ascendances extrêmes de l'ordre de 40 m/s qui ont été observées,.

## Extension aux rotors

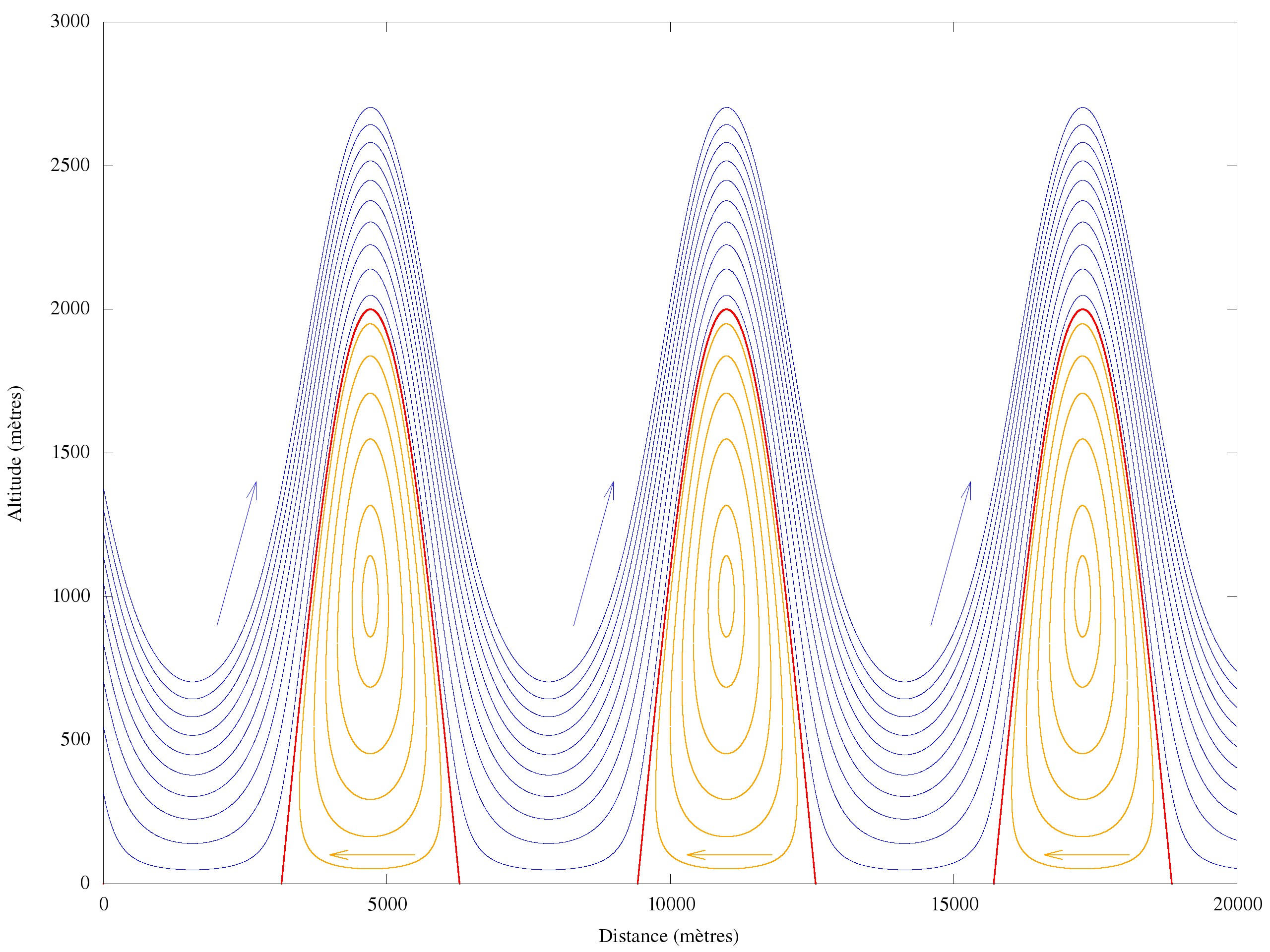
Lignes de courant d'un système d'ondes/rotor en forme d'œil de chat. Les lignes bleues représentent le courant synoptique. Les lignes orange représentent le courant inversé dans le rotor. La ligne rouge représente la zone de transition.

Scorer aurait une formulation concernant l'existence des rotors.
On suppose que le fluide est incompressible et l'on peut donc définir une fonction ligne de courant {\displaystyle \psi } telle que
,{\displaystyle u=-{\partial \psi  \over \partial z},\qquad w={\partial \psi  \over \partial x}}
L'équation de Long simplifiée (qui est non linéaire à la suite des conditions aux limites) s'écrit, :
{\displaystyle {\partial ^{2}\eta  \over \partial x^{2}}+{\partial ^{2}\eta  \over \partial z^{2}}+\ell ^{2}\eta =0}
où η est le déplacement des lignes de courant.
On revient maintenant à l'équation de Long :
{\displaystyle {\partial ^{2}\eta  \over \partial x^{2}}+{\partial ^{2}\eta  \over \partial z^{2}}+\ell ^{2}\eta =0}
On suppose que l'onde est périodique de période k. On a donc :
{\displaystyle {\partial ^{2}\eta  \over \partial x^{2}}=-k^{2}\delta }
On obtient donc :
{\displaystyle -k^{2}\eta +{\partial ^{2}\eta  \over \partial z^{2}}+\ell ^{2}\eta =0}
Donc, finalement :
{\displaystyle -k^{2}\eta +{\partial ^{2}\eta  \over \partial z^{2}}=(k^{2}\ell ^{2})}
Finalement le critère pour la formation de rotors est le suivant, :
{\displaystyle \left|{\partial \eta  \over \partial z}\right|>1}
Une autre approche simplifiée est donnée par Paul Queney. La variation du déplacement des lignes de courant est beaucoup plus importante suivant z que suivant x.
On a donc :
{\displaystyle \left|{\partial ^{2}\eta  \over \partial x^{2}}\right|\ll \left|{\partial ^{2}\eta  \over \partial z^{2}}\right|}
On peut alors « simplifier » l'équation de Long comme suit comme l'avait fait Paul Queney concernant la théorie de l'œil de chat :
{\displaystyle {\partial ^{2}\eta  \over \partial z^{2}}=0}
Les détails du calcul sont donnés dans l'article Rotor (météorologie).